# Аеродром Тбилиси
Аеродром Тбилиси (стари назив Aerodrom Novoalexeyvka IATA код: TBS, ICAO kod: UGTB) је главни међународни аеродром у Грузији, налази се 17 км југоисточно од главног града Тбилисија.

## Аеродром некада
Прва верзија терминала аеродрома саграђена је 1952. године у стаљиновском стилу, архитекта је био В. Бериџе. Нови терминал је довршен 1990. године, инерационалном стилу. Године 1981. аеродром Тбилиси је био 12. по величини у Совјетском Савезу, са 1 478 000 путника на летовима унутар СССР–а. Године 1998. број путника је пао на 230 000 годишње.

## Аеродром у данашње време
Аеродром има савремени и функционални дизајн. То је осмишљено како би осигурао оптимални проток путника и пртљага од паркинга до авиона, са 25 000 квадратних метара укупне расположиве површине.
У фебруару 2007. године завршен је пројекат обнове аеродрома Тбилиси, до кога води железничка пруга и авенија Џорџа В. Буша.
Године 2014. забележено је 1 575 386 путника годишње, што је 9,7 посто више у односу на 2013. годину.